# Stammhuftiere

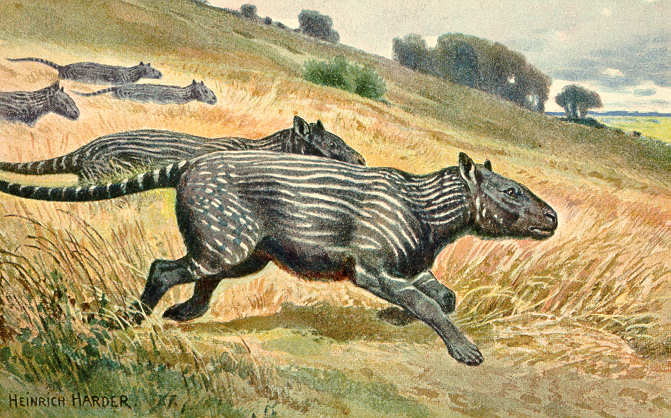
Phenacodus

Als Stammhuftiere (Condylarthra) wird im engeren Sinn eine möglicherweise natürliche Gruppe fossiler Säugetiere aus dem Paläogen Amerikas, Eurasiens und Nordafrikas bezeichnet.
Im weiteren Sinn werden weitere, nicht näher miteinander verwandte Gruppen dazugezählt, die als Vorfahren aller späteren, spezialisierten Huftiere vermutet werden. Als solche weisen sie die ursprünglichen Merkmale der Huftiere auf.
Ebenfalls werden mitunter alle Urhuftiere als Stammhuftiere bezeichnet.

## Merkmale
Die Backenzähne der Stammhuftiere im weiteren Sinn haben sich von einer schneidenden an eine mahlende Kaubewegung angepasst. Sie sind niederkronig mit mehreren stumpfen Höckern auf der Krone. Durch die Entwicklung eines vierten Höckers, dem Hypoconus, sind die oberen Backenzähne zur Kaufläche hin rechteckig. Das Trigonid der unteren Backenzähne ist von vorne nach hinten verkürzt und trägt ein auffälliges Metaconid. Der Unterschied zwischen den Backenzähnen der Stammhuftiere und den als deren Vorfahren angenommenen Zhelestidae sowie zwischen späteren Stammhuftieren und manchen ursprünglichen Huftieren ist jedoch nicht stark ausgeprägt.
Die Stammhuftiere im engeren Sinn haben sich an eine zunehmend pflanzliche Ernährung angepasst. Die Vorbackenzähne sind unterschiedlich stark vergrößert und ähneln den Backenzähnen. Diese haben breitere Kauflächen mit sechs Zahnhöckern entwickelt.
Bei den Stammhuftieren im weiteren Sinn sind die Endglieder der Zehenknochen verlängert, nicht gespalten und dadurch zumindest am Ende eher huf- als klauenartig. Die Gliedmaßen der Stammhuftiere im engeren Sinn haben sich an eine zehengängerische Fortbewegung angepasst und besitzen an jeder Zehe gut entwickelte Hufe.

## Systematik
McKenna und Bell (1997) unterteilen die Condylarthra in die Familien
- Hyopsodontidae (einschließlich der Tricuspiodontidae und der Apheliscidae),
- Mioclaenidae (einschließlich der Pleuraspidotheriidae),
- Phenacodontidae (einschließlich der Meniscotheriidae und der Almogaveridae),
- Periptychidae,
- Peligrotheriidae und
- Didolodontidae.[1]

Die Stammhuftiere im weiteren Sinn umfassen zusätzlich Protungulatum, die Procreodi, die Acreodi sowie die Phenacolophidae.
Edward Drinker Cope beschrieb die Condylarthra 1881.
Bei der Beschreibung stützte er sich hauptsächlich auf Phenacodus sowie auf Periptychus, Anisonchus, Mioclaenus und Tetraclaenodon.
Cope, Henry Fairfield Osborn und Charles Earle sowie William Diller Matthew nahmen die Periptychidae später aus den Condylarthra heraus und fügten Meniscotherium hinzu.
George Gaylord Simpson unterteilte die Condylarthra 1931 in die Familien Phenacodontidae, Meniscotheriidae (einschließlich der Pleuraspidotheriidae) und Hyopsodontidae (einschließlich der Mioclaenidae). Die Periptychidae und die Tricuspiodontidae ordnete er den Amblyopoda zu, die Apheliscidae den Insectivora.
1945 unterteilte Simpson die Condylarthra in die Familien Hyopsodontidae (einschließlich der Mioclaenidae), Phenacodontidae, Didolodontidae, Periptychidae, Meniscotheriidae (einschließlich der Pleuraspidotheriidae) und Tricuspiodontidae.
Die Phenacodontidae werden üblicherweise als Vorfahren der Unpaarhufer betrachtet.
Wegen Ähnlichkeiten des Gebisses wurden die Hyopsodontidae und die Mioclaenidae als Vorfahren der Paarhufer genannt. Abweichungen beim postcranialen Skelett widersprechen dieser Ansicht jedoch.
Darüber hinaus wurden Verwandtschaftsverhältnisse einzelner Gruppen der Stammhuftiere zu den Fasthuftieren,
den Rüsselspringern und den Röhrenzähnern angenommen.